# فهرست تالارهای کنسرت

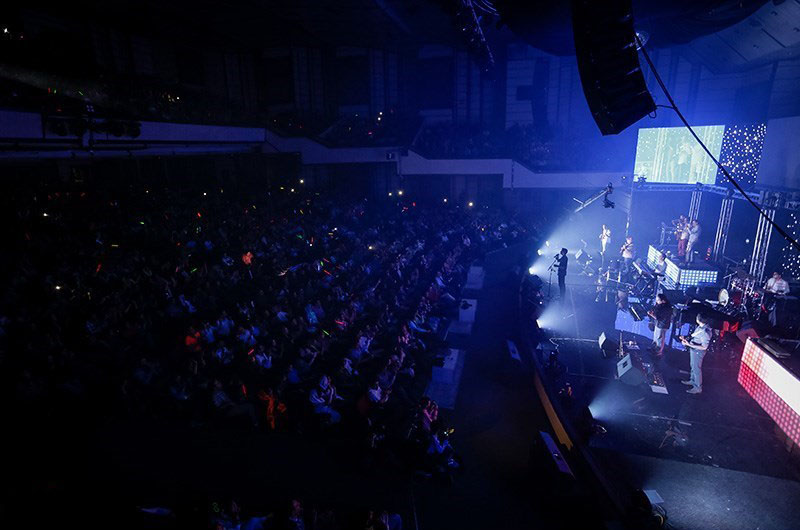
تالار وزارت کشور، ایران، تهران

تالار کنسرت یک ساختمان فرهنگی دارای صحنه نمایش است که به عنوان محل برگزاری نمایش یا کنسرت موسیقی استفاده می‌شود. شهرهای بزرگ و مدرن جهان دارای تالار کنسرت با یک مرکز کنفرانس هستند. تالار کنسرت معمولاً شامل اتاق‌های تمرین ارکستر است. بسیاری از شهرهای بزرگ تالار کنسرت عمومی و خصوصی را باهم دارند. تالارهای کنسرت می‌توانند برای کارهای دیگر هنری و فرهنگی نیز استفاده شوند.

## آسیا

### ایران
| محل   | تالار                         | اتاق | ساخت | صندلی‌ها | سازمان                               |
| ----- | ----------------------------- | ---- | ---- | ------- | ------------------------------------ |
| تهران | سالن همایش میلاد              |      |      | ۲٬۱۰۰   |                                      |
| تهران | مرکز همایش‌های برج میلاد       |      | ۲۰۰۸ | ۱٬۶۰۰   |                                      |
| تهران | تالار رودکی                   |      | ۱۹۵۷ | ۹۰۰     | ارکستر سمفونیک تهرانارکستر ملی ایران |
| تهران | تالار وزارت کشور              |      | ۱۹۷۷ | ۳۰۰۰    |                                      |
| تبریز | سالن تئاتر شیر و خورشید تبریز |      | ۱۹۲۷ | ۸۰۰     |                                      |